# Radicales (Reino Unido)
Los Radicales fue una colectividad política que surgió en el Reino Unido desde los comienzos hasta mediados del siglo XIX, que desarrollaron las tempranas ideas del radicalismo y ayudaron a transformar a los Whigs en el Partido Liberal del Reino Unido.

## Antecedentes
El movimiento radical arribó a comienzos del siglo XIX para sostener una reforma parlamentaria con causas adicionales, incluyendo la libertad de credo y el libre comercio. Los "Radicales populares" del proletariado y la clase media agitaron para demandar el derecho a votar y obtener otros derechos incluyendo la libertad de prensa y solucionar la desigualdad económica, mientras que los "Radicales filosóficos" defendieron notablemente una reforma parlamentaria, pero fueron generalmente hostiles a los argumentos y tácticas de los "Radicales populares".

## Radicalismo parlamentario
La Ley liberal de Reforma de 1832 incluyó a las clases medias, pero no cumplió con las exigencias radicales, en particular para el sufragio universal masculino. El principalmente aristocrático Partido Whig en la Cámara de los Comunes se unió posteriormente con un pequeño número de radicales parlamentarios que siguieron pidiendo el voto para la clase trabajadora, así como un mayor número de Wighs de clase media. A continuación, la demanda popular por un sufragio más amplio fue considerado por los obreros cartistas. Antes de 1839 los Whigs y los radicales en el parlamento informal estaban siendo llamado "el partido liberal."
Los líderes de los radicales fueron Richard Cobden y John Bright, y la Liga contra las leyes de cereales fundada 1839 se opuso a las obligaciones existentes en el grano importado que ayudó a los agricultores y propietarios de tierras, elevando el precio de los alimentos, pero que perjudicaron a los fabricantes. Ellos buscaron el apoyo de la clase trabajadora y atacaron el "feudalismo", pero no estaban de acuerdo con el liderazgo y la táctica de los cartistas. Tras el fracaso de las manifestaciones y peticiones masivas de los cartistas en 1848 para influir en el parlamento, la ampliación del sufragio quedó en manos de la Lucha contra la Ley del Cereales y de los radicales parlamentarios.

## Formación del Partido Liberal
Los radicales parlamentarios eran claramente de clase media; su radicalismo consistió en oposición a la dominación política y los intereses económicos de las élites tradicionales británicos, fue ampliamente antiautoritario en la naturaleza, el apoyo a la libertad de comercio y la auto-propiedad individual.
Los radicales se unieron con los whigs y los anti-proteccionistas Tory Peelites para formar el Partido Liberal en 1859.

## Reforma electoral
La demanda de la reforma parlamentaria y electoral aumentó en 1864 con la agitación de John Bright y la Liga de la Reforma. El primer ministro liberal John Russell presentó un proyecto modesto que fue derrotado tanto conservadores y liberales reformistas, lo que obligó al gobierno a dimitir. Un conservador gobierno minoritario encabezado por Benjamin Disraeli asumió el poder e introdujo la Ley de Reforma de 1867 que casi duplicó el electorado, dando el voto incluso para los hombres que trabajan.
- Datos: Q1687668